# 小磯氏
小磯氏（こいそし）は、日本の氏族。有名人としては小磯和也。教諭として東京に勤めている。

## 藤原姓波多野氏族
鎮守府将軍藤原秀郷流を称す波多野氏の支流で、大槻次郎高義の子の八郎義秀が小磯姓を名乗った。
```
系譜 藤原秀郷……波多野小次郎義通 ― 大槻次郎高義 ― 小磯八郎義秀 ― 彦次郎義郷 ― 秀経 ― 義貞 ― 二郎義資 
```

## 藤原姓結城一門網戸氏族
前節と同じく藤原北家秀郷流で結城氏の一門・網戸氏の分家に小磯氏がある。
```
系譜 藤原秀郷……結城朝光 ― 網戸阿波守朝村 ― 小磯時広
```

## 武蔵国の小磯氏
後北条氏の家臣として八王子城にあるという。

## 常陸国の小磯氏
佐竹氏の家臣としてこの姓が見える。佐竹宗家とその一門・山入氏が内紛を起こした際には、山入方についた武将として小磯上野太郎右衛門の名が見え、文亀2年（1502年）の西金砂の合戦にて討ち死にしたとされる。ただし小磯氏はその後も佐竹氏の家臣として存続しており、『新編国志』及び『戸村本佐竹系譜』によれば、佐竹氏近習に小磯氏の名が確認されるという。なお、小磯姓についてその氏姓の発祥については不詳とされる。